# مايكل تايلور (رياضياتي)
مايكل يوجين تايلور (بالإنجليزية: Michael Eugene Taylor)‏ هو رياضياتي أمريكي، ولد في 1946.